# Liodrosophila aerea
Liodrosophila aerea är en tvåvingeart som beskrevs av Toyohi Okada 1956. Liodrosophila aerea ingår i släktet Liodrosophila och familjen daggflugor. Inga underarter finns listade i Catalogue of Life.